# روزن‌رانی اصطکاکی
روزن‌رانی اصطکاکی (به انگلیسی: Friction Extrusion) یک فرایند حرارتی-مکانیکی است که می‌توان از آن برای شکل‌دهی سیم، میله‌ها، لوله‌های جمع‌شده استفاده کرد یا اینکه دیگر اشکال فلزی غیردوار را شکل داد که به‌طور مستقیم از ترکیبی از مواد متشکل از پودر فلزات، پوسته‌ها، بُراده‌های ماشین‌کاری (تراشه یا براده) یا شمش جامد گرفته شده‌اند. این فرایند منحصر بفرد است و محصولات نهایی آن به‌صورت بالقوه تا حد زیادی ریزساختار مطلوبی دارند. اکستروژن اصطکاکی در موسسه جوشکاری انگلستان اختراع شده‌است و در سال ۱۹۹۱ میلادی به ثبت رسید. در اصل در آغاز کار به عنوان یک روش تولید برای ریزساختارهای همگن و توزیع ذرات در کامپوزیت‌های زمینه فلزی در نظر گرفته می‌شده‌است.

## تعریف فرایند و متغیرهای اصلی فرایند

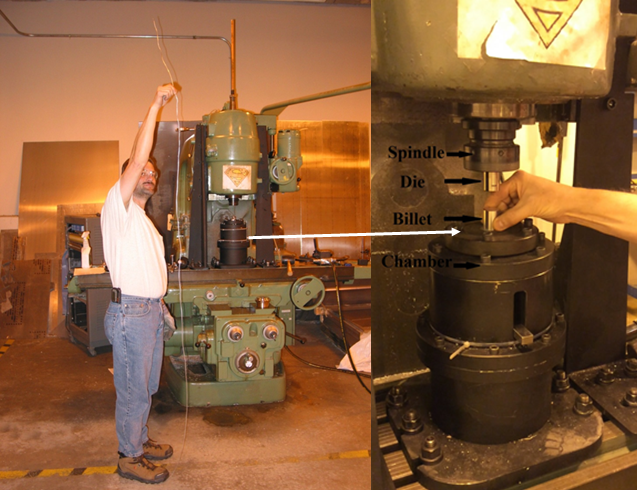
شکل ۱. ماشین فرز C-شکل که برای روزن‌رانی اصطکاکی اصلاح شده‌است. در سمت چپ یک تصویر کامل و در سمت راست یک تصویر نزدیک از محور ماشین نشان داده شده‌است که چرخش قالب را فراهم می‌سازد و سیلندر هیدرولیکی فشار روزن‌رانی را تأمین می‌کند. سیم به صورت عمودی از طریق میله اتصال توخالی ماشین فرز اکسترود می‌شود. این پیکربندی مشابه با روزن‌رانی مستقیم و قالب چرخنده است: یعنی اینکه مواد (در این مورد شمش) در قالب چرخنده تحت فشار قرار می‌گیرند.

همانند فرایندهای معمول روزن‌رانی، در روزن‌رانی اصطکاکی، تغییر شکل با اعمال بار از طریق حرکت یک قالب ایجاد می‌گردد؛ گرچه روزن‌رانی اصطکاکی از چند لحاظ با روزن‌رانی معمولی تفاوت دارد. در فرایند روزن‌رانی اصطکاکی ماده روزن‌رانی (شمش یا دیگر مواد متشکله) نسبت به قالب روزن‌رانی در حال چرخش است. هم‌چنین، مشابه با روزن‌رانی معمولی، نیروی روزن‌رانی طوری اعمال می‌گردد که مواد را با قالب، تحت فشار قرار دهد. در عمل یا قالب یا مواد ممکن است بچرخند یا اینکه ممکن است آن‌ها حرکت چرخشی مخالف هم داشته باشند. حرکت چرخشی نسبی بین قالب و مواد تأثیرات قابل توجهی روی فرایند دارد. اول، حرکت نسبی در صفحه چرخش به تنش‌های برشی بزرگی منجر می‌شود و از این رو تغییر شکل پلاستیک در لایه‌ی در تماس با قالب و نزدیک به آن به‌وجود می‌آید. این تغییر شکل پلاستیک توسط فرایندهای بازیابی و تبلور مجدد حاصل از حرارت ذاتی ماده تغییرشکل‌یافته برطرف خواهد شد. به سبب وجود حرارت شکل‌دهی، روزن‌رانی اصطکاکی معمولاً نیازی به پیش‌گرم کردن مواد با وسایل کمکی ندارد و این به این معنا است که به صورت بالقوه یک فرایند با بازدهی انرژی بیشتر محسوب می‌شود. دوم، سطح قابل توجهی از تغییرشکل پلاستیکی در ناحیه حرکت چرخشی نسبی می‌تواند جوشکاری حالت جامد پودرها و دیگر مواد متشکله خیلی ریز مانند تراشه‌ها و براده‌ها را تقویت کند که به شکل مؤثری مواد (استحکام اصطکاکی) را قبل از روزن‌رانی ترکیب و تثبیت می‌کند. نقش‌های پیچشی تعبیه شده در جلوی قالب به جریان مواد در داخل دهانه ورودی روزن‌رانی کمک می‌کند و می‌تواند در مقایسه با یک سطح مقطع معادل در روزن‌رانی معمولی به کاهش اندازه نیروی روزن‌رانی منجر شود. سوم، تأثیرات ترکیبی افزایش دما و مقادیر بالای تغییرشکل به‌طور معمول به روزن‌رانیی منجر خواهد شد که ساختاری با دانه‌های نسبتاً ریز و برابر دارد و اینکه از تبلور مجدد بعد از انجام تغییرشکل حاصل شده‌است. زمینه‌های کریستالی مطلوب نیز ممکن است به‌وسیله این فرایند ایجاد شود و تغییرشکل ساختارهای نانوکامپوزیت نیز غیرممکن نیست.

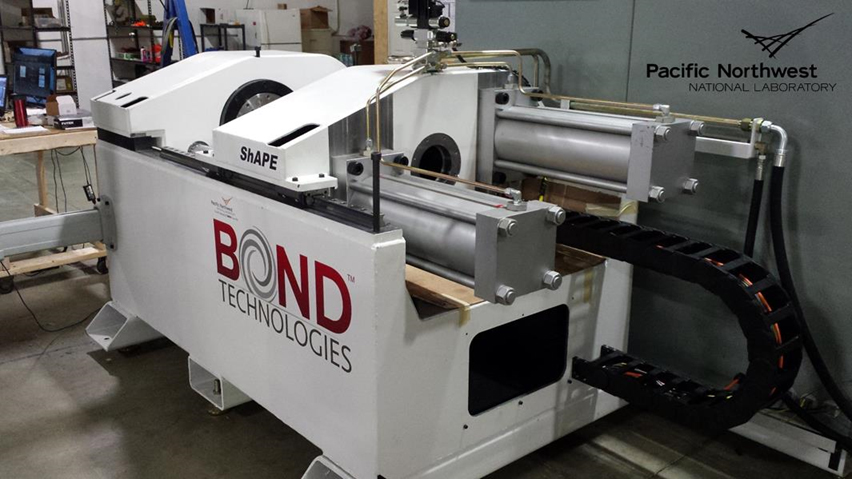
شکل ۲. ماشین ™ShAPE در آزمایشگاه ملی شمال غربی آرام که قابلیت اعمال ۱۰۰ تن نیروی خطی و گشتاور ۱۰۰ فوت- پوند را در ۵۰۰ دور بر دقیقه دارد.

بر اساس آنچه بیان شد، می‌توان گفت که پارامترهای کنترلی اساسی در روزن‌رانی اصطکاکی عبارتند از:
1. سرعت قالب.
2. هندسه قالب.
3. نیروی روزن‌رانی عمود بر قالب یا سرعت پیشروی قالب در مواد.

و پارامترهای واکنش متناظر عبارتند از:
1. گشتاور و قدرت مورد نیاز.
2. دمای روزن‌رانی
3. نرخ روزن‌رانی با وجود کنترل نیروی روزن‌رانی یا نیروی روزن‌رانی با وجود کنترل نرخ روزن‌رانی.
4. خصوصیات و ریزساختار ماده اکسترودشده.

## تجهیزات روزن‌رانی اصطکاکی

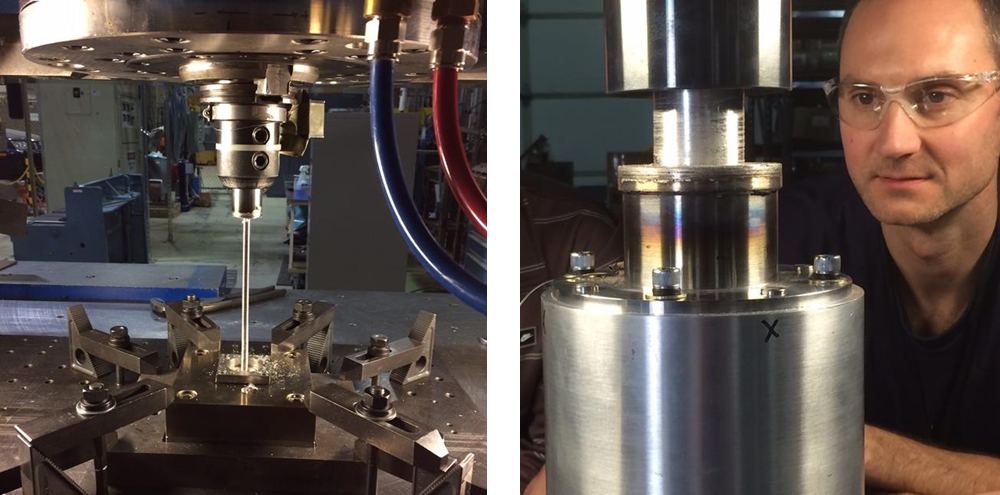
شکل ۳. فرایند روزن‌رانی اصطکاکی تا حد زیادی مقیاس‌پذیر است. دهانه روزن‌رانی در سمت چپ قطری برابر با ۷٫۵ میلیمتر دارد و دیگری در سمت راست ۵۰ میلیمتر قطر دارد. این روزن‌رانی‌ها روی یک ماشین جوشکاری اصطکاکی TTI انجام شده‌است.

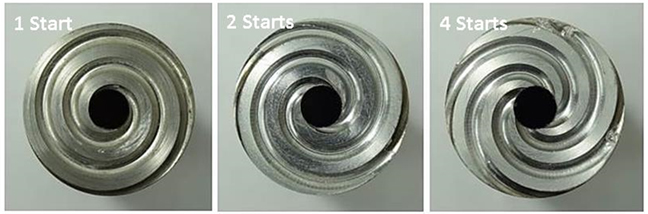
شکل ۴. اشکال هندسه پیچش قالب برای ساخت میله و لوله. قالب‌ها به شکل این پیچش‌ها می‌چرخند و به جریان مواد به سمت ورودی قالب کمک می‌کنند.

در اصل، روزن‌رانی اصطکاکی را می‌توان روی ماشینی انجام داد که حرکت خطی و چرخشی موردنیاز را بتواند بین قالب و مواد ایجاد کند. نمونه این ماشین‌ها عبارتند از ماشین‌هایی که برای جوشکاری اصطکاکی ساخته شده‌اند، ماشین‌های فرزی که برای اعمال نیروهای روزن‌رانی اصلاح شده‌اند و آن‌هایی که به منظور تجهیزات روزن‌رانی اصطکاکی ساخته شده‌اند مانند ماشین روزن‌رانی و پردازش به کمک برش (™ShAPE) در آزمایشگاه ملی شمال غرب اقیانوس آرام. شکل ۳ نمونه‌هایی از تجهیزات روزن‌رانی اصطکاکی و محصولات اکسترودشده را نشان می‌دهد. شکل ۴ قالب‌های نوعی روزن‌رانی اصطکاکی را نشان میدهد که برای تولید سیم، میله و لوله طراحی شده‌است. قالب‌هایی که در این جهت می‌چرخند، در طول فرایند، جریان ماده را به سمت دهانه روزن‌رانی تقویت می‌کنند.

## کرنش در روزن‌رانی اصطکاکی
در روزن‌رانی معمولی، کرنش ناشی از بار ضعیف است و با نسبت روزن‌رانی تعریف شده‌است. نسبت روزن‌رانی در واقع نسبت مساحت سطح مقطع شمش روزن‌رانی، A0، به مساحت سطح مقطع محصول اکسترودشده، Af است. پس کرنش برابر است با e=ln(A0/Af).
در روزن‌رانی اصطکاکی یک مولفه کرنش اضافی وجود دارد که از حرکت برشی قالب چرخنده زمانی که با بار در تماس است، ناشی می‌شود. کرنش حاصل از چرخش قالب در زمانی که تغییرشکلی صورت نگرفته‌است، باعث کار اضافی می‌شود. به منظور بررسی کرنش ناشی از برش مطالعات با مواد نشانگر تعبیه شده در ماده اکسترود شده انجام شده‌است. بعد از روزن‌رانی، این وسایل را با استفاده از روش‌های متالوگرافی بررسی می‌کنند و با توجه به روش جریان یافتن مواد در طول فرایند روزن‌رانی بینش درست حاصل می‌گردد. شکل ۵ یک نمونه را نشان می‌دهد که چگونه مقدار کرنش برشی با تغییر نسبت نرخ روزن‌رانی به نرخ چرخش قالب تغییر می‌کند. در محدوده نرخ‌های خیلی بالای روزن‌رانی، فرایند روزن‌رانی اصطکاکی نزدیک به فرایند روزن‌رانی معمولی با سطوح کرنش عمل می‌کند.

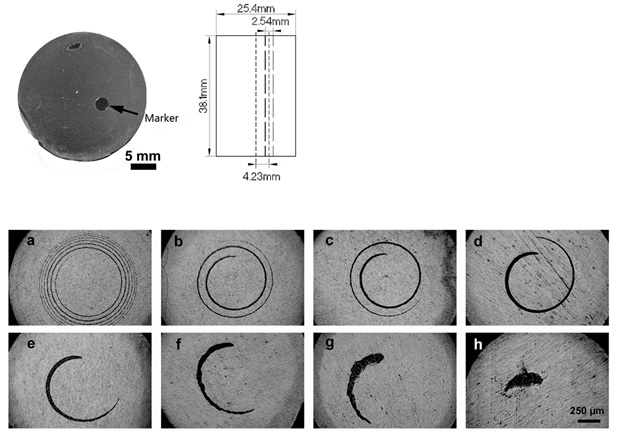
شکل ۵. توزیع سیم شاخص AA2195 در سیم ۶۰۶۱ اکسترودشده. شاخص در ۱/۳ شعاع شمش قبل از روزن‌رانی روی شمش قرار داده می‌شود. مقدار برش تابعی از نرخ روزن‌رانی نسبت به نرخ چرخش قالب است: این نسبت از a-h افزایش می‌یابد.

## ریزساختار حاصل از روزن‌رانی اصطکاکی
شکل ۶ سطح مقطع و ریزساختار سیم تیتانیوم را نشان میدهد که با روزن‌رانی اصطکاکی پودر Ti-64 تولید شده‌است. خصوصاً اینکه سطح مقطع کاملاً جامد شده‌است و ریزساختار b تبدیل شده‌است که به این معناست که احتمالاً روزن‌رانی در دمای نزدیک به ۱۰۰۰ درجه سانتیگراد (بالاتر از تبدیل بتا برای این آلیاژ) اتفاق افتاده‌است. شکل ۷ اندازه دانه و جهتگیری کریستالوگرافی لوله با دیواره نازک را نشان میدهد که از تراشه مذاب AZ91 اکسترود شده‌است. دانه‌ها به کمتر از ۵ میلیمتر پالوده می‌شوند و جهتگیری صفحات (۰۰۰۱) به سبب مولفه چرخشی برش خارج از حد نرمال است. شکل ۸ نمونه‌های از لوله‌های آلیاژ منیزیم را با روزن‌رانی اصطکاکی نشان میدهد. استحکام اصطکاکی نیز به کار گرفته می‌شود تا اندازه دانه و ترجیحاً بافت جهت‌گیری در مواد اساسی مانند ترموالکتریک‌های تلورید بیسموت و مغناطیس‌های آهن-سیلیکون پالایش شود. نمونه‌هایی از اثر روزن‌رانی اصطکاکی بر ریزساختار برای AZ31، آلیاژهای مختلف آلومینیوم و مس خالص گزارش شده‌است.

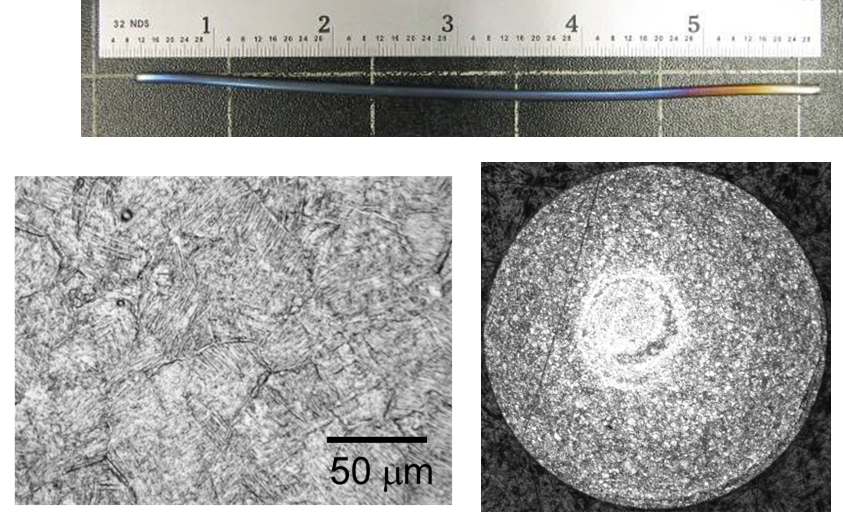
شکل ۶. یک سیم اکسترودشده، سطح مقطع کلی، و ریزساختار سیم که بوسیله روزن‌رانی اصطکاکی پودر Ti64 تولید شده‌است.

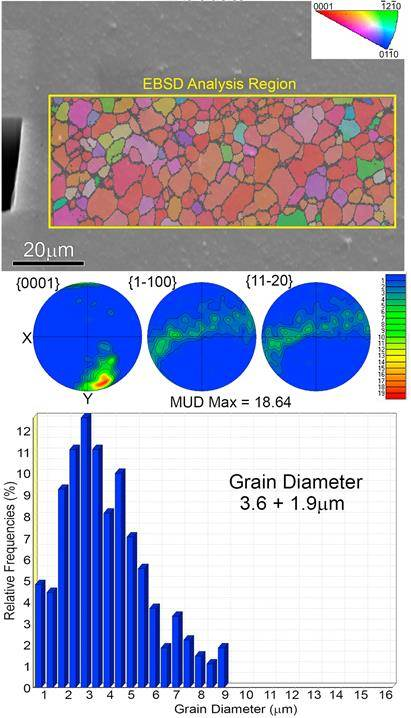
شکل ۷. اندازه دانه و گسترش بافت در یک لوله با عملیات روزن‌رانی اصطکاکی که مستقیماً از براده مذاب AZ91 (آلیاژ منیزیم) تولید شده.

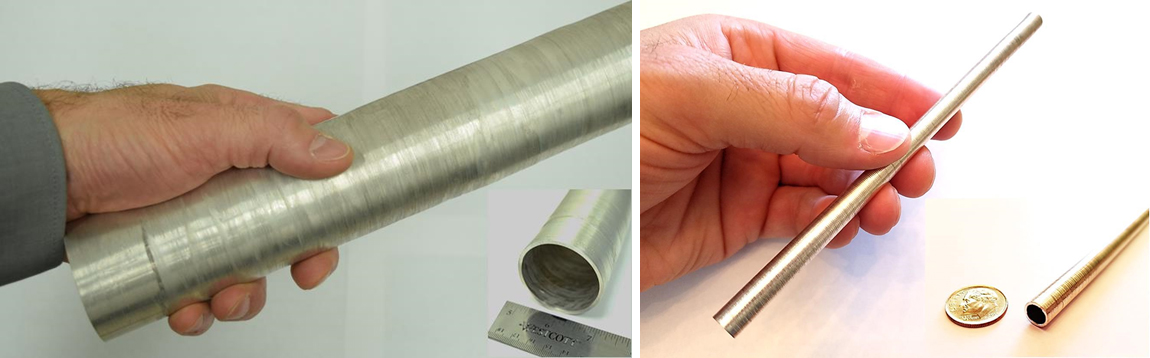
شکل ۸. لوله‌های اکسترودشده اصطکاکی آلیاژ منیزیم ZK60 که با استفاده از ماشین shAPE در آزمایشگاه ملی شمال‌غربی آرام از یک شمش ریخته‌گری اکسترود شده‌است. لوله‌های اکسترودشده ریزساختار و بافت کریستالی مطلوبی دارند که در مقایسه با لوله‌های اکسترودشده معمولی، شکل‌پذیری و قابلیت جذب انرژی تغییرشکل آن‌ها بهبود یافته‌است.

## قابلیت تجاری‌سازی روزن‌رانی اصطکاکی
1. لوله‌کشی فولادی مقاوم در برابر خزش.
2. ساختارهای سبک از منیزیم و آلومینیوم.
3. مواد با ویژگی‌های حرارتی بهبودیافته.
4. بازیافت ضایعات و براده‌های ماشین‌کاری آلومینیوم.
5. مواد نانوکامپوزیت عملیاتی.

## مزایا و معایب در مقایسه با روزن‌رانی معمولی

### مزایا
1. مصرف انرژی به شکل قابل توجهی پایین است و نیروی روزن‌رانی در مقایسه با روزن‌رانی معمولی به سبب وجود برش چرخشی ضرورتاً منجر به ایجاد حرارت می‌گردد و جریان مواد به کمک هندسه پیچشی در دهانه روزن‌رانی شکل می‌گیرد.[۶]
2. روزن‌رانی اصطکاکی قابلیت ایجاد میکروساختار ریزدانه را از پودر/تراشه/براده (پایین به بالا) و شمش‌های جامد (بالا به پایین) را دارد.[۵][۶][۱۰][۲۱]
3. قادر به روزن‌رانی موادی مانند Mg2Si است که نمی‌توان به سادگی توسط روشهای معمولی آنها را اکسترود کرد.[۲۲]
4. همانند فرایند فاز جامد، روزن‌رانی اصطکاکی را میتوان در دمای پایین انجام داد که به موجب آن ذرات و فازهای ثانویه در مقیاس نانو در مواد متشکله حفظ می‌شوند. قابلیت ساخت نانوکامپوزیت‌های بلوکی را دارد.[۷][۱۰][۲۲][۲۳]
5. قابلیت بهبود خواص گروهی مانند مصرف انرژی را در آلیاژهای منیزیم دارد.[۲۲]

### معایب
1. سرعت روزن‌رانی در مقایسه با فرایندهای معمول روزن‌رانی تاکنون قابل دفاع نبوده‌است.
2. به سبب غیریکنواختی کرنش، یکنواختی ریزساختار و خصوصیات مواد در صفحات عمود بر جهت روزن‌رانی به دشواری بدست آورده می‌شود.[۹]
3. محدوده کاملی از مقیاس‌پذیری فرایند شناسایی نشده‌است.